# Ethisches Gut
Ein Gut ist in der Ethik ein mögliches Ziel des menschlichen Strebens.
Güter spielen vor allem in teleologischen Ethiken eine wichtige Rolle. Die Verwirklichung eines Gutes kann die eines anderen Gutes beeinträchtigen, was eine Güterabwägung notwendig macht. In der philosophischen Tradition (vor allem bei Platon, Aristoteles und Kant) werden Güter scharf von „dem Guten“ unterschieden. Güter sind in dieser Tradition ethisch indifferent, da sie unterschiedlich gebraucht werden können. So meint z. B. Kant:
„Verstand, Witz, Urteilskraft, und wie die Talente des Geistes sonst heißen mögen, oder Mut, Entschlossenheit, Beharrlichkeit im Vorsatze, als Eigenschaften des Temperaments, sind ohne Zweifel in mancher Absicht gut und wünschenswert; aber sie können auch äußerst böse und schädlich werden, wenn der Wille, der von diesen Naturgaben Gebrauch machen soll und dessen eigentümliche Beschaffenheit darum Charakter heißt, nicht gut ist.“ (Grundlegung zur Metaphysik der Sitten, S. 18)
Bereits Platon unterscheidet drei Klassen von Gütern:
- intrinsische Güter wie z. B. folgenlose Lusterlebnisse: diese werden um ihrer selbst und nicht um ihrer Folgen willen erstrebt
- extrinsische Güter wie z. B. medizinische Behandlungen: diese werden um ihrer Folgen und nicht um ihrer selbst willen erstrebt
- Güter mit intrinsischem und extrinsischem Wert wie z. B. die Gesundheit: diese werden sowohl um ihrer selbst als auch um ihrer Folgen willen erstrebt. So verschafft die Gesundheit sowohl Wohlbefinden, als auch die Voraussetzung, um unsere Ziele zu verfolgen.

Die „Güterlehre“ des Stoizismus, die besonders von Musonius ausformuliert wird, fordert eine Unterscheidung zwischen „wahren Gütern“ und „Scheingütern“, zwischen „scheinbarem Übel“ und „wahrem Übel“, und eine Übung (Askese) darin, „Scheingüter zu verachten“.
Als „höchstes Gut“ versteht die philosophische Ethik den letzten Zweck des moralischen Handelns, den höchsten handlungsleitenden Wert, das höchste Ziel.